# Sauce de Batoví
Sauce de Batoví é uma localidade uruguaia do departamento de Tacuarembó, na zona nordeste do departamento. Está situada a 22 km da cidade de Tacuarembó, capital do departamento.

## Toponímia
O nome da localidade vêm da Cerro Batoví. e da palavra "Sauce" (salso-crioulo)

## População
Segundo o censo de 2011 a localidade contava com uma população de 133 habitantes.
| Variação demográfica do município entre 2004 e 2011 |
|                                                     |

## Geografia
Sauce del Batoví se situa próxima das seguintes localidades: ao nordeste, Cuchilla del Ombú, a oeste, La Pedrera, ao sul, Curtina e ao sudoeste, La Hilera .

## Autoridades
A localidade é subordinada diretamente ao departamento de Tacuarembó, não sendo parte de nenhum município tacuaremboense.

## Religião
A localidade possui uma capela "Santa Maria", subordinada à paróquia "Santa Cruz" (cidade de Tacuarembó), pertencente à Diocese de Tacuarembó

## Transporte
A localidade possui a seguinte rodovia:
- Acesso a Ruta 5. [10][11][12]